# 打鉄関駅
打鉄関駅（ていてつかんえき）は、中華人民共和国浙江省杭州市拱墅区東新路に位置する杭州地下鉄1号線と5号線の駅。

## 歴史
- 2012年4月23日：1号線の駅として開業[1]。
- 2020年4月23日：5号線の開業により乗換駅となる[2]。

## 駅構造
改札口が地下1階に位置しており1号線のホームが地下2階、5号線のホームが地下3階にある。またいずれも1面2線の島式ホームの構造をしている。1号線閘弄口寄りには両渡り線が設置。

### のりば
| 番線                   | 路線    | 行先                                  |
| ---------------------- | ------- | ------------------------------------- |
| 1号線ホーム（地下2階） |         |                                       |
| 西方面                 | ■ 1号線 | 武林広場・城站・湘湖方面              |
| 東方面                 | ■ 1号線 | 火車東站・客運中心・ 蕭山国際機場方面 |
| 5号線ホーム（地下3階） |         |                                       |
| 北・西方面             | ■ 5号線 | 南湖東方面                            |
| 南・東方面             | ■ 5号線 | 城站・火車南站・姑娘橋方面            |

（出典：内部空间示意图）

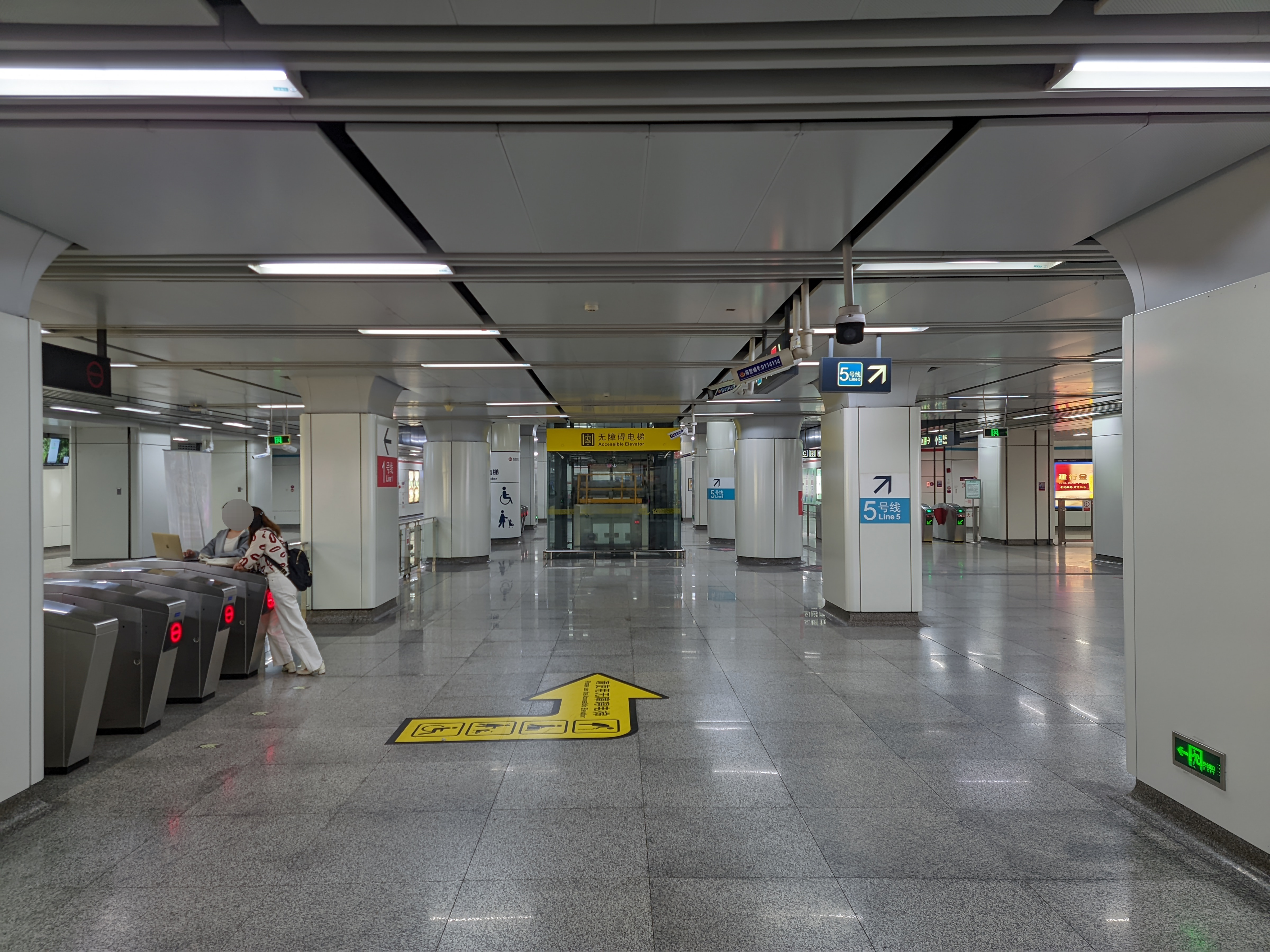
1号線コンコース
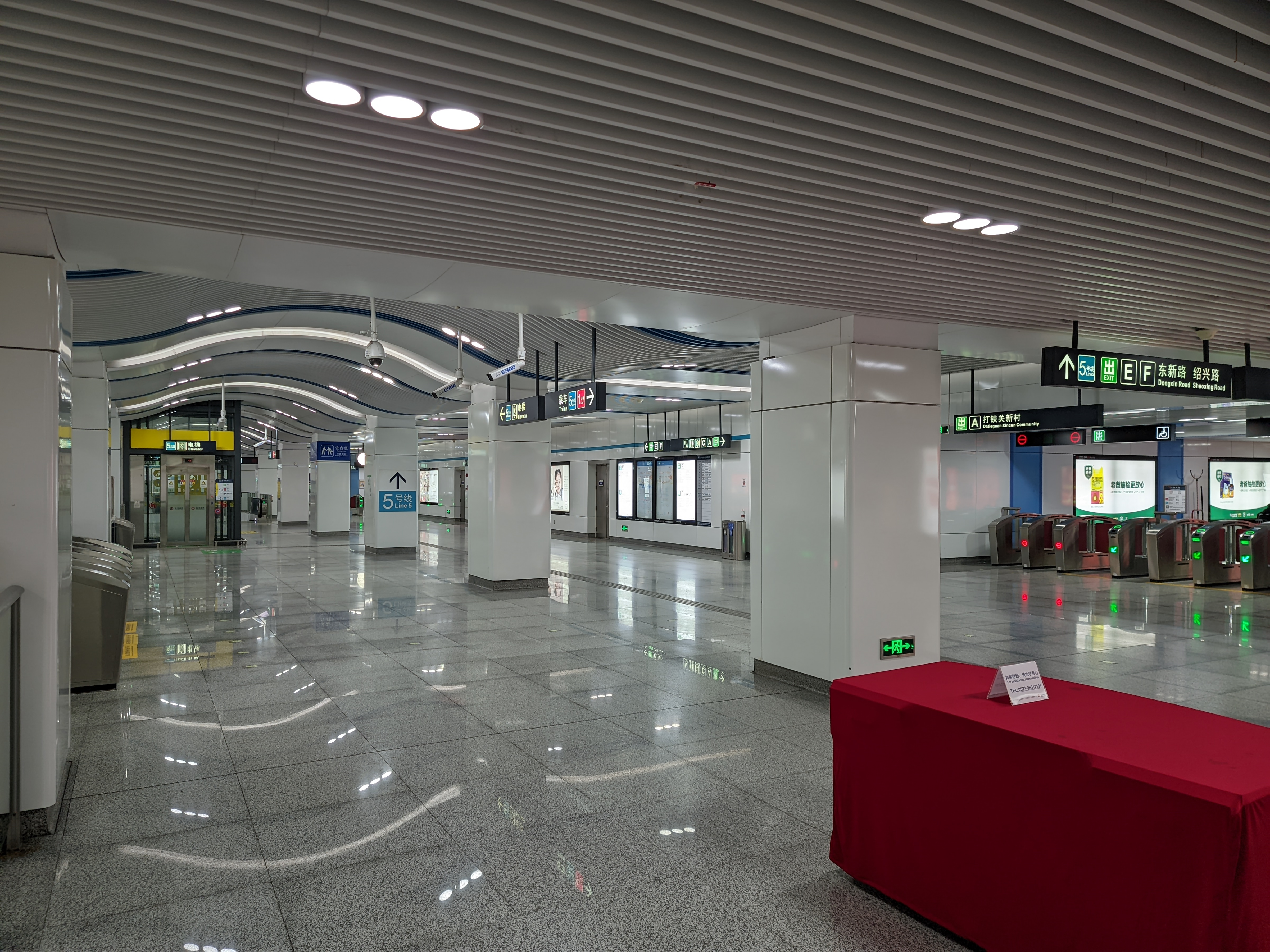
5号線コンコース
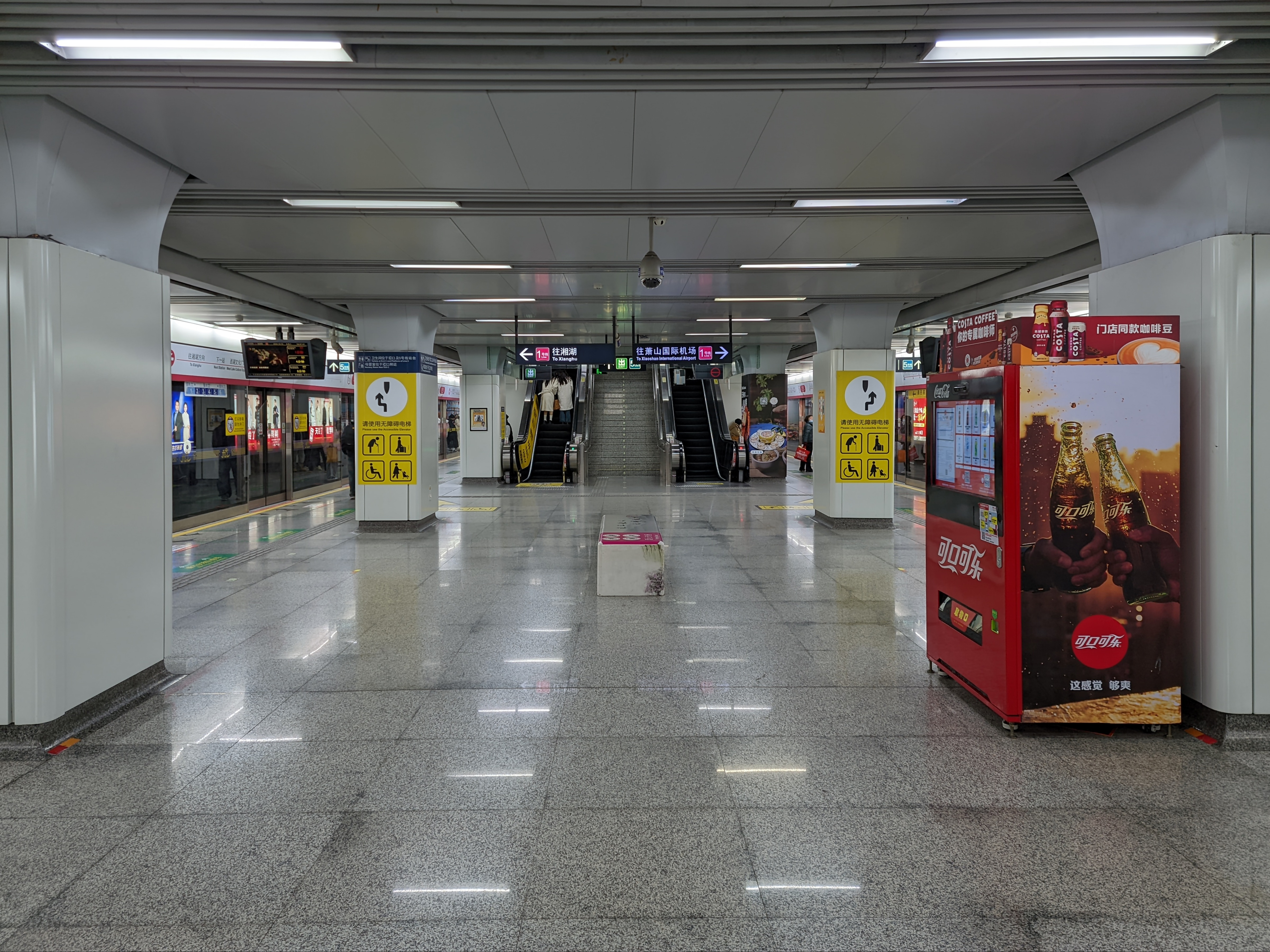
1号線ホーム
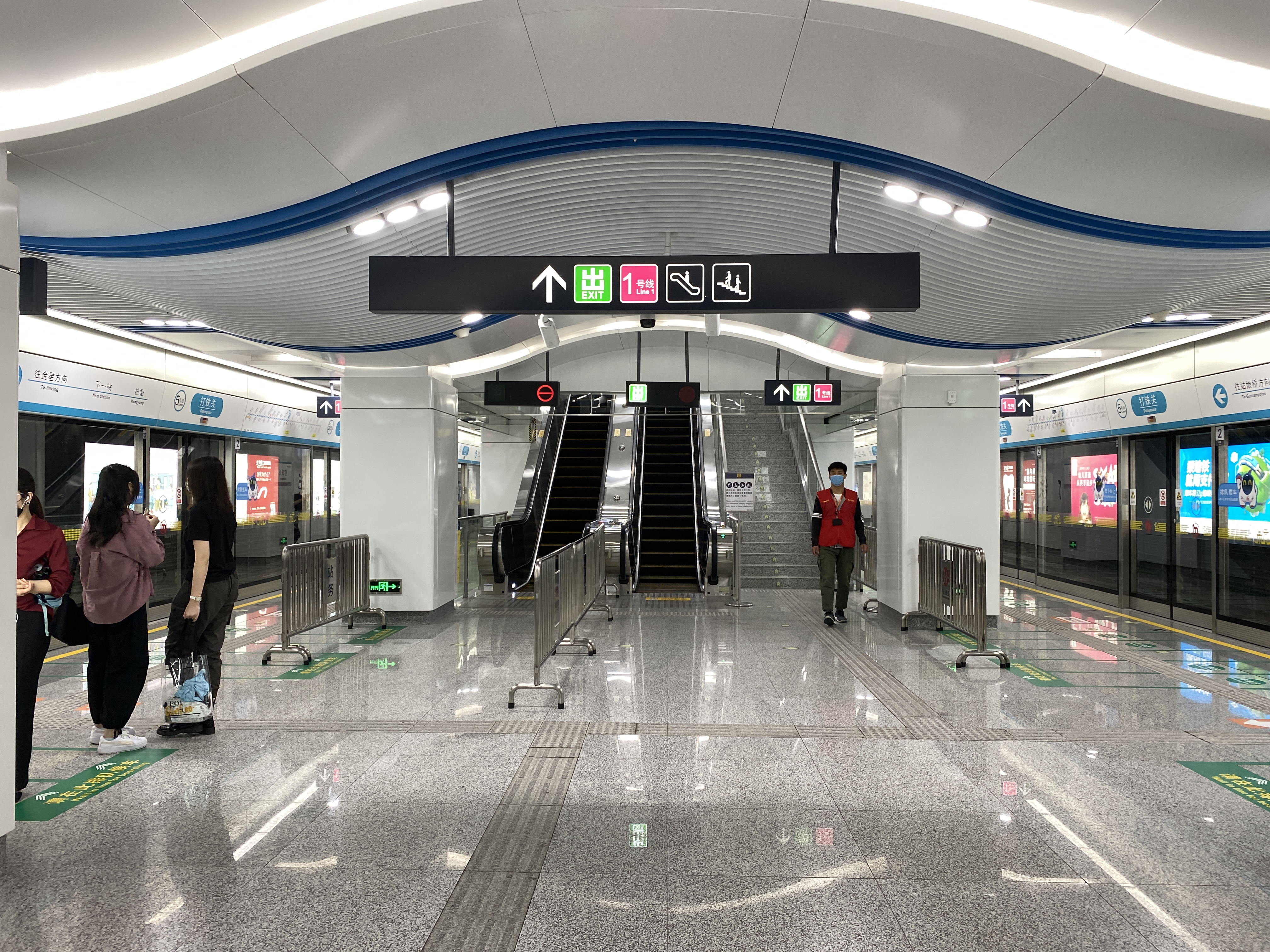
5号線ホーム

## 駅周辺
- 打鉄関新村
- 現代家園
- 蘇荷匯
- 九龍倉・キングスシール
- 紫庭花園
- 浙江出版物資ビル
- 現代置業ビル

## 隣の駅
杭州地下鉄
■ 1号線
西湖文化広場駅  - 打鉄関駅 - 閘弄口駅
■ 5号線
杭氧駅 - 打鉄関駅 - 宝善橋駅